# اورتا فیومه
اورِتا فیومه (انگلیسی: Oretta Fiume؛ ‏ ۶ ژوئن ۱۹۱۹ – ۲۲ آوریل ۱۹۹۴) بازیگر اهل ایتالیا بود.
از فیلم‌ها یا برنامه‌های تلویزیونی که وی در آن نقش داشته است، می‌توان به زندگی شیرین و هیجان اشاره کرد.